# Budynek przy ul. 2 Pułku Strzelców Podhalańskich 1 w Sanoku
Budynek przy ul. 2 Pułku Strzelców Podhalańskich 1 w Sanoku (także „Lorencówka”) – budynek położony w Sanoku.
Budynek pochodzi z 2. poł. XIX wieku. Pierwotnie stanowił browar rodziny Tchorznickich. Nieopodal (pod późniejszym adresem ulicy Żwirki i Wigury 6 istniał dworek Tchorznickich).
Pierwotnie budynek figurował pod numerem konskrypcyjnym 175. Według innej wersji w XIX wieku browar leżący u styku ulicy z ulicą Szopena leżał pod numerem 214. W późniejszym czasie został przekształcony na dom mieszkalny rodziny Lorenc (w tym Jadwigi). Z tego względu zyskał przydomek „Lorencówka”. W 1931 właścicielami budynku byli spadkobiercy: Tadeusz Lorenc, Maria Bilińska.
W latach 60. XX wieku w dwóch pomieszczeniach budynku została ulokowana kierowana przez Wojciecha Kurpika pracownia konserwacji zabytków ruchomych Muzeum Budownictwa Ludowego w Sanoku (którego siedziba administracyjna mieści się nieopodal, w budynku zajazdu przy ul. R. Traugutta 3).
W latach 90. XX wieku w budynku funkcjonowała kawiarnia „U Hafranka”. Około 2003 w budynku zorganizowano klub „Pani K” (właściciel: Michał Szul).
Budynek został wpisany do wojewódzkiego oraz do gminnego rejestru zabytków miasta Sanoka.